# Isle of Man TT 1985
De TT van Man 1985 werd verreden van 1 tot 7 juni 1985 op de Snaefell Mountain Course op het eiland Man. Door de Interval-start reed men eigenlijk een tijdrace.

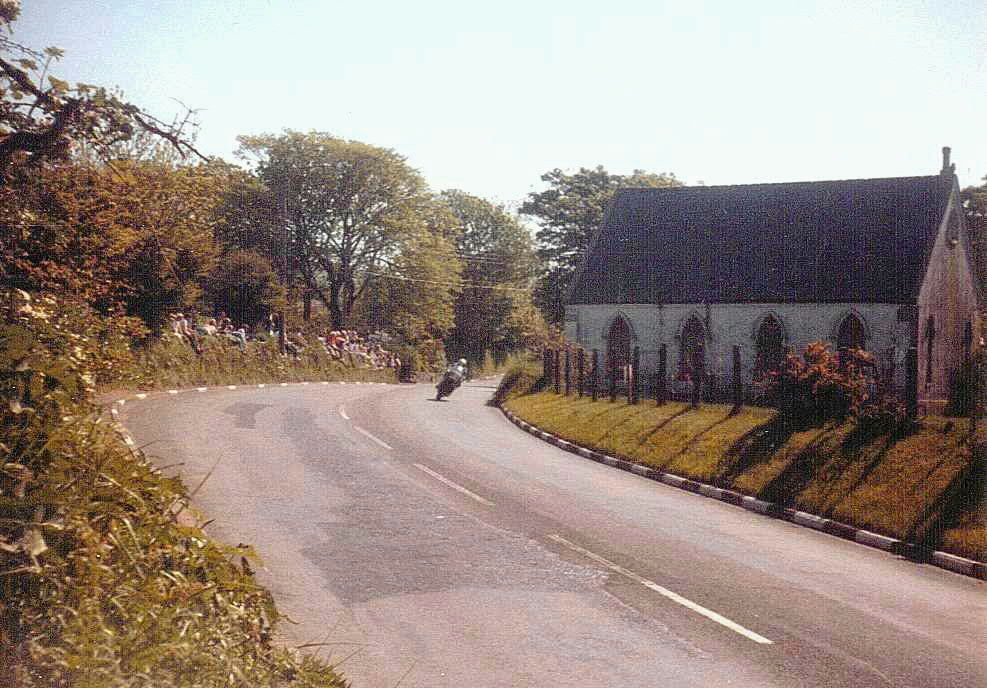
1985 was een van de zeldzame jaren waarin het weer meewerkte, zoals te zien aan deze foto. Mick Grant passeert de Barre Garroo Methodist Chuch, net voorbij Barregarrow Cross Roads

## Algemeen
In 1985 ging de Isle of Man TT van twaalf naar slechts negen klassen. De Historic TT (350- en 500 cc) was eenmalig geweest, maar ook de Classic TT verdween. Zij was in 1971 ingevoerd als Formula 750 TT en vanaf 1976 als Classic TT de belangrijkste race geweest, waarmee de raceweek werd afgesloten. De Formule 750 had echter in de Formula One TT een officieel wereldkampioenschap gekregen waardoor de Classic TT internationaal niet meer van belang was. Nu werd de Senior TT weer de belangrijkste race, maar de maximale cilinderinhoud werd verhoogd naar 1.000 cc. Wie nog een 500cc-tweetaktracer had mocht daarmee in de Formula One TT rijden. De Production TT was in feite slechts één race, waarin drie klassen tegelijk reden. De TT van Man van 1985 eiste drie levens: De Zweedse broers Sven Tomas en Mats Urban Eriksson verongelukten tijdens de trainingen met hun zijspancombinatie bij Alpine Cottage en Rob Vine verongelukte tijdens de Senior TT bij Black Dub. 
Joey Dunlop evenaarde dankzij overwinningen in de Formula One TT, de Junior TT en de Senior TT het oude record van Mike Hailwood, die in 1961 drie races in één week had gewonnen. 

## Hoofdraces

### Formula One TT
Zaterdag 1 juni, viertaktmotoren tot 750 cc, tweetaktmotoren tot 500 cc, 6 ronden, 586,41 km.
Ondanks een schipbreuk met de vissersboot van een vriend waarmee hij naar het Eiland Man reisde, was Joey Dunlop in topvorm. Hij won de Formula One TT met grote voorsprong, waarbij hij ook het ronderecord brak. Zijn belangrijkste concurrenten kregen juist problemen: Graeme McGregor crashte al in de eerste ronde bij Greeba Bridge, zijn teamgenoot bij Honda Britain Roger Marshall viel met motorproblemen uit, net als Mick Grant. Andy McGladdery crashte bij Cruickshanks Corner. Zo reed Tony Rutter naar de tweede plaats. Steve Parrish finishte als derde, maar werd gediskwalificeerd omdat zijn brandstoftank 1,35 liter te groot was. Nu ging de derde plaats naar Sam McClements. Parrish had overigens geen voordeel van zijn te grote tank gehad: hij had gewoon net als iedereen twee tankstops gemaakt. Tijdens de Daytona 200 was diezelfde tank al gemeten en toen was hij slechts 0,1 liter te groot, geen reden voor diskwalificatie. Parrish vond geen andere verklaring dan dat de tank in de zon door benzinedamp uitgezet was. Het was inderdaad erg warm op de racedag. 

#### Uitslag Formula One TT
| Pos | Coureur            | Merk                        | Tijd      | Snelheid   | Punten |
| --- | ------------------ | --------------------------- | --------- | ---------- | ------ |
| 1   | Joey Dunlop        | Rothmans-HRC-Honda-UK       | 1:59"12'0 | 113,95 mph | 15     |
| 2   | Tony Rutter        | Suzuki                      | 2:04"52'8 | 108,76 mph | 12     |
| 3   | Sam McClements     | Yamaha                      | 2:06:24'0 | 107,45 mph | 10     |
| 4   | Peter Rubatto      | Honda                       | 2:07"29'0 | 106,54 mph | 8      |
| 5   | David Dean         | Suzuki                      | 2:07"50'6 | 106,24 mph | 6      |
| 6   | Mark Salle         | Suzuki                      | 2:07"53'0 | 106,21 mph | 5      |
| 7   | Rob Vine           | Yamaha                      | 2:08"28'6 | 105,72 mph | 4      |
| 8   | Helmut Dähne       | Yamaha                      | 2:08"53'2 | 105,38 mph | 3      |
| 9   | Eddie Roberts      | Suzuki                      | 2:09"14'2 | 105,10 mph | 2      |
| 10  | Bill Simpson       | Kawasaki                    | 2:08"30'0 | 104,88 mph | 1      |
| 11  | Trevor Nation      | Sports Racing Ducati-Cagiva | 2:09"55'4 | 104,54 mph |        |
| 12  | Kenny Harrison     | Yamaha                      | 2:10"07'6 | 104,38 mph |        |
| 13  | George Linder      | Suzuki                      | 2:10"10'8 | 104,33 mph |        |
| 14  | Glenn Williams     | Suzuki                      | 2:10"17'4 | 104,25 mph |        |
| 15  | Kevin Wilson       | Suzuki                      | 2:10"20'8 | 104,20 mph |        |
| 16  | Klaus Klein        | Suzuki                      | 2:10"26'2 | 104,13 mph |        |
| 17  | Steve Williams     | Yamaha                      | 2:10"30'2 | 104,08 mph |        |
| 18  | Gordon Farmer      | Suzuki                      | 2:10"34'0 | 104,03 mph |        |
| 19  | Andy Cooper        | Suzuki                      | 2:10"43'6 | 103,90 mph |        |
| 20  | Rene Rasmussen     | Suzuki                      | 2:10"51'0 | 103,80 mph |        |
| 21  | Steve Hislop       | Yamaha                      | 2:10"55'4 | 103,74 mph |        |
| 22  | Denis Ireland      | Suzuki                      | 2:11"17'6 | 103,45 mph |        |
| 26  | Ray Swann          | Harris-Kawasaki             | 2:11"42'2 | 103,13 mph |        |
| 29  | Ray Knight         | Suzuki                      | 2:13"02'2 | 102,09 mph |        |
| 31  | Nick Jefferies     | Yamaha                      | 2:13"20'2 | 101,86 mph |        |
| 35  | Neil Tuxworth      | Yamaha                      | 2:13"51'2 | 101,47 mph |        |
| 51  | Hans-Otto Butenuth | Honda                       | 2:19"50'2 | 97,13 mph  |        |
| 55  | Ian Lougher        | Honda                       | 2:21"37'8 | 95,90 mph  |        |

#### Niet gefinisht
| Coureur          | Merk              | Oorzaak |
| ---------------- | ----------------- | ------- |
| Andy McGladdery  | Suzuki            | Val     |
| Mick Grant       | Heron-Suzuki      |         |
| Bill Smith       | Honda             |         |
| Roger Marshall   | Rothmans-Honda-UK |         |
| Alan Jackson jr. | Suzuki            |         |
| Phil Mellor      | Yamaha            |         |
| Graeme McGregor  | Suzuki            | Val     |
| Steve Cull       | Onbekend          |         |
| Brian Reid       | Yamaha            |         |

#### Gediskwalificeerd
| Pos | Coureur       | Merk                 | Oorzaak                |
| --- | ------------- | -------------------- | ---------------------- |
| 3   | Steve Parrish | Mitsui-Harris-Yamaha | Brandstoftank te groot |

### Sidecar TT
In de eerste zijspanrace leken Mick Boddice en Chas Birks naar de overwinning te rijden, maar in de laatste ronde liep bij Governor's Bridge de ketting van het tandwiel en ze moesten freewheelend de finish bereiken. Daardoor konden Dave Hallam en John Gibbard nog winnen, maar de voorsprong van Boddice op de rest van het veld was groot genoeg om tweede te worden voor Nigel Rollason/Don Williams met hun oude (1979) Barton Phoenix. In de tweede race kende Boddice geen problemen en die won hij dan ook voor Lowry Burton/Alan Langton en het echtpaar Dennis en Julia Bingham, twee combinaties die in de eerste race de finish niet gehaald hadden. 

#### Sidecar TT Race A
Zaterdag 1 juni, zijspancombinaties tot 750 cc, 3 ronden, 249,71 km.

##### Uitslag Sidecar TT Race A
| Pos | Coureur          | Bakkenist         | Merk              | Tijd      | Snelheid   |
| --- | ---------------- | ----------------- | ----------------- | --------- | ---------- |
| 1   | Dave Hallam      | John Gibbard      | Yamaha            | 1:05"01'2 | 104,45 mph |
| 2   | Mick Boddice     | Chas Birks        | Ireson-Yamaha     | 1:05"10'4 | 104,20 mph |
| 3   | Nigel Rollason   | Don Williams      | Barton Phoenix    | 1:05"23'0 | 103,87 mph |
| 4   | Derek Plummer    | Brian Marris      | Ireson-Yamaha     | 1:05"56'4 | 102,99 mph |
| 5   | Warwick Newman   | Eddie Yarker      | Ireson-Yamaha     | 1:07"26'0 | 100,71 mph |
| 6   | Martin Murphy    | Pat Cushnahan     | McCavana-Yamaha   | 1:07"28'0 | 100,66 mph |
| 7   | Dennis Keen      | Colin Hardman     | Yamaha            | 1:07"29'0 | 100,63 mph |
| 8   | Steve Sinnott    | Tony Dwyer        | Colenso-Yamaha    | 1:09"06'2 | 98,27 mph  |
| 9   | Craig McComb     | Paschal Brady     | Warnock-Yamaha    | 1:10"43'8 | 96,01 mph  |
| 10  | Alan May         | Mick Gray         | Skillicorn-Yamaha | 1:12"00'8 | 94,30 mph  |
| 11  | Tim Eadie        | Chris Plant       | Quirk-Yamaha      | 1:12"01'4 | 94,29 mph  |
| 12  | Stuart Applegate | Andy Gibson       | Mitchell          | 1:12"32'6 | 93,61 mph  |
| 13  | Dave Saville     | Dave Hill         | Derbyshire        | 1:12"57'8 | 93,08 mph  |
| 14  | Alistair Lewis   | William Annandale | Suzuki            | 1:13"11'0 | 92,80 mph  |
| 15  | Michael Staiano  | Peter Willis      | Windle-Yamaha     | 1:13"31'0 | 92,37 mph  |
| 16  | M.S. Whitton     | Rod Appleton      | Suzuki            | 1:13"38'8 | 92,21 mph  |
| 17  | Brian Gray       | Robert Holden     | Yamaha            | 1:14"06'6 | 91,64 mph  |
| 18  | Bill Hodgkins    | John Parkins      | DTR-Windle-Yamaha | 1:14"09'4 | 91,58 mph  |
| 19  | Kenny Howles     | Steve Pointer     | Ireson-Yamaha     | 1:14"14'4 | 91,47 mph  |
| 20  | Franco Martinel  | Marino Sanno      | Yamaha            | 1:14"18'6 | 91,39 mph  |

##### Niet gefinisht
| Coureur        | Bakkenist        | Merk           | Oorzaak |
| -------------- | ---------------- | -------------- | ------- |
| Lowry Burton   | Alan Langton     | Yamaha         |         |
| Dennis Bingham | Julia Bingham    | Padgett-Yamaha |         |
| Dick Greasley  | Stewart Atkinson | Yamaha         |         |
| Roy Hanks      | Malcolm Lucas    | Yamaha         |         |
| Dave Molyneux  | P. Craine        | Onbekend       |         |
| Artie Oates    | Edda Oates       | Yamaha         |         |
| Lars Schwartz  | Leif Gustavsson  | LGMV-Ireson    |         |
| Tony Baker     | Peter Harper     | Yamaha         |         |

#### Sidecar TT Race B
Maandag 3 juni, zijspancombinaties tot 750 cc, 3 ronden, 249,71 km.

##### Uitslag Sidecar TT Race B
| Pos | Coureur          | Bakkenist       | Merk              | Tijd      | Snelheid   |
| --- | ---------------- | --------------- | ----------------- | --------- | ---------- |
| 1   | Mick Boddice     | Chas Birks      | Ireson-Yamaha     | 1:04"31'0 | 105,27 mph |
| 2   | Lowry Burton     | Alan Langton    | Yamaha            | 1:05"12'4 | 104,15 mph |
| 3   | Dennis Bingham   | Julia Bingham   | Padgett-Yamaha    | 1:05"17'0 | 104,03 mph |
| 4   | Artie Oates      | Edda Oates      | Yamaha            | 1:05"31'4 | 103,64 mph |
| 5   | Dave Hallam      | John Gibbard    | Yamaha            | 1:05"58'2 | 102,94 mph |
| 6   | Derek Plummer    | Brian Marris    | Ireson-Yamaha     | 1:06"02'4 | 102,83 mph |
| 7   | Warwick Newman   | Eddie Yarker    | Ireson-Yamaha     | 1:06"56'4 | 101,45 mph |
| 8   | Lars Schwartz    | Leif Gustavsson | LGMV-Ireson       | 1:07"28'2 | 100,65 mph |
| 9   | Tony Baker       | Peter Harper    | Yamaha            | 1:08"02'2 | 99,82 mph  |
| 10  | Steve Pullan     | P. Stirk        | Barker-Yamaha     | 1:10"38'2 | 96,14 mph  |
| 11  | Tim Eadie        | Chris Plant     | Quirk-Yamaha      | 1:10"45'4 | 95,98 mph  |
| 12  | Alan May         | Mick Gray       | Skillicorn-Yamaha | 1:11"09'2 | 95,44 mph  |
| 13  | Bill Davie       | Rab Hopkins     | Yamaha            | 1:11"10'0 | 95,43 mph  |
| 14  | John Phillips    | Malcolm Roberts | Yamaha            | 1:11"29'2 | 95,00 mph  |
| 15  | Dick Tapken      | Paul Chesters   | Yamaha            | 1:11"52'8 | 94,48 mph  |
| 16  | Kenny Howles     | Steve Pointer   | Ireson-Yamaha     | 1:12"09'8 | 94,11 mph  |
| 17  | Keith Brown      | David Hedison   | Windle-Yamaha     | 1:12"11'6 | 94,07 mph  |
| 18  | Stuart Applegate | Andy Gibson     | Mitchell          | 1:13"31'0 | 92,37 mph  |
| 19  | Bill Hodgkins    | John Parkins    | DTR-Windle-Yamaha | 1:13"45'0 | 92,08 mph  |
| 20  | Michael Staiano  | Peter Willis    | Windle-Yamaha     | 1:14"42'8 | 90,89 mph  |
| 24  | Roy Hanks        | Malcolm Lucas   | Yamaha            | 1:16"00'2 | 89,35 mph  |

##### Niet gefinisht
| Coureur        | Bakkenist        | Merk           | Oorzaak |
| -------------- | ---------------- | -------------- | ------- |
| Dennis Keen    | Colin Hardman    | Yamaha         |         |
| Nigel Rollason | Don Williams     | Barton Phoenix |         |
| Dick Greasley  | Stewart Atkinson | Yamaha         |         |
| Dave Molyneux  | P. Craine        | Onbekend       |         |

### Formula Two TT
Viertaktmotoren van 400 tot 600 cc, tweetaktmotoren van 250 tot 350 cc, 4 ronden, 242,92 km.
Brian Reid reed in de openingsronde (met staande start) een nieuw ronderecord in de Formula Two TT, maar viel niet als in de Formula One TT uit. Nu kon Tony Rutter met zijn Ducati de overwinning grijpen voor John Weeden. Gary Padgett werd ondanks een lange pitstop om een gebroken uitlaatveer te vervangen toch nog derde.

##### Uitslag Formula Two TT
| Pos | Coureur         | Merk              | Tijd      | Snelheid   |
| --- | --------------- | ----------------- | --------- | ---------- |
| 1   | Tony Rutter     | Ducati            | 2:06"00'6 | 107,79 mph |
| 2   | John Weeden     | Yamaha            | 2:06"20'6 | 107,50 mph |
| 3   | Gary Padgett    | Padgett-Yamaha    | 2:08"20'6 | 105,83 mph |
| 4   | Con Law         | Yamaha            | 2:10"38'4 | 103,97 mph |
| 5   | Steve Cull      | Cagiva            | 2:14"11'8 | 101,21 mph |
| 6   | John Brindley   | Newbold-Yamaha    | 2:14"19'0 | 101,12 mph |
| 7   | Walter Hoffmann | Yamaha            | 2:14"26'8 | 101,02 mph |
| 8   | Bill McCormack  | Kawasaki          | 2:14"51'8 | 100,71 mph |
| 9   | Michael Hunt    | Kawasaki          | 2:16"03'6 | 100,56 mph |
| 10  | Nick Jefferies  | Yamaha            | 2:15"05'0 | 100,55 mph |
| 11  | Des Barry       | Yamaha            | 2:15"10'2 | 100,48 mph |
| 12  | Ian Lougher     | Manchester-Yamaha | 2:15"20'6 | 100,35 mph |
| 13  | Graham Taylor   | Yamaha            | 2:15"21'2 | 100,35 mph |
| 14  | Denis Gallagher | Sports-Ducati     | 2:16"01'2 | 99,85 mph  |
| 15  | Dave Pither     | Kawasaki          | 2:16"03'4 | 99,83 mph  |
| 16  | Andy McGladdery | Ducati            | 2:16"06'4 | 99,79 mph  |
| 17  | Barry Woodland  | Cagiva            | 2:16"36'6 | 99,42 mph  |
| 18  | Peter Rubatto   | Honda             | 2:17"08'8 | 99,03 mph  |
| 19  | Rene Rasmussen  | Yamaha            | 2:17"34'0 | 98,73 mph  |
| 20  | Pete Boast      | Farrer-Ducati     | 2:17"57'4 | 98,45 mph  |
| 39  | Rob Vine        | Honda             | 2:35"37'4 | 87,28 mph  |

##### Niet gefinisht
| Coureur            | Merk          | Oorzaak |
| ------------------ | ------------- | ------- |
| Neil Tuxworth      | Yamaha        |         |
| Hans-Otto Butenuth | Kawasaki      |         |
| Brian Reid         | Yamaha        |         |
| Tony Head          | Yamaha        |         |
| Trevor Nation      | Ducati-Cagiva |         |
| Ray Swann          | Kawasaki      |         |
| Klaus Klein        | Onbekend      |         |
| Eddie Roberts      | Onbekend      |         |

### Junior TT
Motoren tot 250 cc, 6 ronden, 586,41 km.
Aan het einde van de eerste ronde van de Junior TT leidde Joey Dunlop met 18 seconden voor Brian Reid, maar na de pitstops ging Reid aan de leiding. Bij het ingaan van de laatste ronde had Reid 15 seconden voorsprong, maar zijn EMC-Rotax viel zonder benzine stil bij Hillberry Corner. Daardoor won Dunlop voor Steve Cull en Eddie Roberts met zijn zelfbouw-Kimoco.

#### Uitslag Junior TT
| Pos | Coureur           | Merk                    | Tijd      | Snelheid   |
| --- | ----------------- | ----------------------- | --------- | ---------- |
| 1   | Joey Dunlop       | Honda-UK                | 2:03"35'0 | 109,91 mph |
| 2   | Steve Cull        | Honda                   | 2:03"50'4 | 109,68 mph |
| 3   | Eddie Roberts     | Kimoco                  | 2:07"06'8 | 106,85 mph |
| 4   | Graham Cannell    | Yamaha                  | 2:07"15'2 | 106,73 mph |
| 5   | Gene McDonnell    | EMC-Rotax               | 2:07"15'5 | 106,73 mph |
| 6   | Johnny Rea        | EMC-Rotax               | 2:07"44'0 | 106,33 mph |
| 7   | Michael McGarrity | Honda                   | 2:07"46'2 | 106,30 mph |
| 8   | Kevin Mitchell    | Honda                   | 2:08"17'4 | 105,87 mph |
| 9   | P. Nicholls       | Brooklyn Salvage-Yamaha | 2:08"25'8 | 105,76 mph |
| 10  | Paul Tinker       | Armstrong-Rotax         | 2:09"07'0 | 105,19 mph |
| 11  | Tony Head         | Armstrong-Rotax         | 2:09"13'0 | 105,11 mph |
| 12  | Kenny Shepherd    | Armstrong-Rotax         | 2:09"23'6 | 104,97 mph |
| 13  | Bob Heath         | Yamaha                  | 2:09"37'8 | 104,78 mph |
| 14  | Richard Coates    | Cotton                  | 2:09"49'0 | 104,63 mph |
| 15  | Gary Padgett      | Honda                   | 2:09"56'8 | 104,52 mph |
| 16  | John Weeden       | Armstrong-Rotax         | 2:10"00'6 | 104,47 mph |
| 17  | Neil Tuxworth     | Armstrong-Rotax         | 2:10"01'4 | 104,46 mph |
| 18  | Chris Fargher     | Yamaha                  | 2:10"03'4 | 104,43 mph |
| 19  | Dave Leach        | Yamaha                  | 2:10"44'4 | 103,89 mph |
| 20  | Con Law           | EMC-Rotax               | 2:10"49'2 | 103,82 mph |
| 30  | Rob Vine          | Yamaha                  | 2:19"09'6 | 97,60 mph  |

#### Niet gefinisht
| Coureur        | Merk      | Oorzaak |
| -------------- | --------- | ------- |
| Brian Reid     | EMC-Rotax |         |
| Ian Lougher    | Yamaha    |         |
| Steve Hislop   | Cotton    |         |
| Steve Williams | Yamaha    |         |
| Robert Dunlop  | EMC-Rotax |         |
| Eddie Laycock  | Yamaha    |         |

### Senior TT
Motoren tot 1.000 cc, 6 ronden, 586,41 km.
Joey Dunlop won vrij eenvoudig de afsluitende Senior TT, ook al omdat Mick Grant bij Black Dub ten val kwam. Klaus Klein viel bij Glentramman, waardoor Mark Johns achter Dunlop's teamgenoot Roger Marshall derde werd. Bij een andere val - eveneens bij Black Dub - verloor Rob Vine het leven. 

#### Uitslag Senior TT
| Pos | Coureur            | Merk                     | Tijd      | Snelheid   |
| --- | ------------------ | ------------------------ | --------- | ---------- |
| 1   | Joey Dunlop        | Rothmans-HRC-Honda-UK    | 1:59"28'2 | 113,69 mph |
| 2   | Roger Marshall     | Rothmans-Honda-UK        | 1:59"44'4 | 113,43 mph |
| 3   | Mark Johns         | Suzuki                   | 2:02"01'6 | 111,31 mph |
| 4   | Sam McClements     | Suzuki                   | 2:02"17'0 | 111,07 mph |
| 5   | Barry Woodland     | Suzuki                   | 2:03"34'2 | 109,92 mph |
| 6   | Steve Cull         | Suzuki                   | 2:04"07'8 | 109,42 mph |
| 7   | Andy McGladdery    | Dealer TM Suzuki Growler | 2:04"30'6 | 109,09 mph |
| 8   | Roger Burnett      | Rothmans-Honda-UK        | 2:05"27'8 | 108,26 mph |
| 9   | Peter Lindén       | Honda                    | 2:06"00'6 | 107,79 mph |
| 10  | Bob Heath          | Yamaha                   | 2:06"31'4 | 107,35 mph |
| 11  | Nick Jefferies     | Suzuki                   | 2:06"50'0 | 107,09 mph |
| 12  | Steve Parrish      | Mitsui-Harris-Yamaha     | 2:07"18'4 | 106,69 mph |
| 13  | Richard Coates     | Yamaha                   | 2:07"26'8 | 106,57 mph |
| 14  | Gary Padgett       | Padgett-Yamaha           | 2:07"34'0 | 106,47 mph |
| 15  | Bill Simpson       | Kawasaki                 | 2:07"53'2 | 106,21 mph |
| 16  | Gene McDonnell     | Yamaha                   | 2:07"56'0 | 106,17 mph |
| 17  | Michael Hunt       | Kawasaki                 | 2:08"20'8 | 105,82 mph |
| 18  | Steve Hislop       | Yamaha                   | 2:08"46'2 | 105,48 mph |
| 19  | John Stone         | Suzuki                   | 2:08"50'4 | 105,42 mph |
| 20  | Kevin Wilson       | Suzuki                   | 2:09"54'8 | 104,55 mph |
| 21  | Brian Reid         | Yamaha                   | 2:09"57'0 | 104,52 mph |
| 22  | Helmut Dähne       | Yamaha                   | 2:09"57'4 | 104,51 mph |
|     | Alan Jackson jr.   | Yamaha                   | 2:10"09'2 | 104,36 mph |
| 32  | Robert Dunlop      | Yamaha                   | 2:15"33'6 | 100,19 mph |
| 35  | Ray Knight         | Suzuki                   | 2:15"53'4 | 99,95 mph  |
| 37  | Hans-Otto Butenuth | Honda                    | 2:17"43'0 | 98,62 mph  |

#### Niet gefinisht
| Coureur       | Merk          | Oorzaak |
| ------------- | ------------- | ------- |
| Trevor Nation | Suzuki        |         |
| Klaus Klein   | Suzuki        | Val     |
| Eddie Roberts | Suzuki        |         |
| Neil Tuxworth | Yamaha        |         |
| Ray Swann     | Suzuki        |         |
| Tony Rutter   | Ducati        |         |
| Mark Salle    | Suzuki        |         |
| Con Law       | Suzuki        |         |
| Mick Grant    | Heron-Suzuki  | Val     |
| Denis Ireland | Suzuki        |         |
| Rob Vine      | Maxton-Yamaha | Val (†) |

## Production races

### Production TT
Geoff Johnson herhaalde zijn succes van 1984 door de 1.500cc-klasse te winnen, maar hij had slechts 3½ seconde voorsprong op Bill Simpson. Mick Grant won zijn zevende TT-race door de 750cc-klasse te winnen, maar hij had een spannende wedstrijd tegen Kevin Wilson gereden. MCN-journalist Matt Oxley won de 250cc-klasse  nadat zijn teambaas Gary Padgett bij Governor's Bridge met de finish in zicht gevallen was. Padgett werd toch nog derde. 

#### Production 751-1500cc-klasse
Standaardmotoren tot 1500 cc, 3 ronden, 249,71 km.

##### Uitslag Production 751-1500cc-klasse
| Pos | Coureur            | Merk          | Tijd      | Snelheid   |
| --- | ------------------ | ------------- | --------- | ---------- |
| 1   | Geoff Johnson      | Honda         | 1:04"36'2 | 105,12 mph |
| 2   | Bill Simpson       | Kawasaki      | 1:04"40'0 | 105,02 mph |
| 3   | Howard Selby       | Kawasaki      | 1:04"59'4 | 104,49 mph |
| 4   | Denis Ireland      | Kawasaki      | 1:05"10'0 | 104,21 mph |
| 5   | Peter Lindén       | Honda         | 1:05"35'8 | 103,53 mph |
| 6   | Dave Leach         | Kawasaki      | 1:06"22'2 | 102,32 mph |
| 7   | Nick Jefferies     | BMW           | 1:06"22'8 | 102,31 mph |
| 8   | Iain Duffus        | Kawasaki      | 1:06"47'0 | 101,69 mph |
| 9   | Brian Morrison     | Kawasaki      | 1:07"11'8 | 101,06 mph |
| 10  | Michael Hunt       | Kawasaki      | 1:07"16'6 | 100,94 mph |
| 11  | Ken Dobson         | Honda         | 1:07"20'2 | 100,85 mph |
| 12  | Johnny Rea         | Kawasaki      | 1:07"36'2 | 100,46 mph |
| 13  | Karl-Heinz Diepold | Kawasaki      | 1:07"56'4 | 99,96 mph  |
| 14  | Barry Woodland     | Honda         | 1:08"13'6 | 99,54 mph  |
| 15  | Peter Sköld        | Honda         | 1:09"02'0 | 98,37 mph  |
| 16  | Toni Rechberger    | Kawasaki      | 1:09"42'8 | 97,41 mph  |
| 17  | Robert Price       | Kawasaki      | 1:09"53'4 | 97,17 mph  |
| 18  | Phil Lovett        | Pineways-BMW  | 1:10"14'4 | 96,68 mph  |
| 19  | Peter Davies       | Kawasaki      | 1:10"19'0 | 96,58 mph  |
| 20  | Sam McClements     | Mitsui-Yamaha | 1:11"01'8 | 95,61 mph  |

#### Production 251-750cc -klasse
Standaardmotoren tot 750 cc, 3 ronden, 249,71 km.

##### Uitslag Production 251-750cc -klasse
| Pos | Coureur          | Merk          | Tijd      | Snelheid   |
| --- | ---------------- | ------------- | --------- | ---------- |
| 1   | Mick Grant       | Heron-Suzuki  | 1:05"04'6 | 104,36 mph |
| 2   | Kevin Wilson     | Suzuki        | 1:05"17'4 | 104,01 mph |
| 3   | Tony Rutter      | Suzuki        | 1:05"30'6 | 103,67 mph |
| 4   | Glenn Williams   | Suzuki        | 1:05"40'8 | 103,40 mph |
| 5   | Helmut Dähne     | Yamaha        | 1:05"42'4 | 103,35 mph |
| 6   | Steve Parrish    | Mitsui-Yamaha | 1:05"57'8 | 102,95 mph |
| 7   | David Dean       | Suzuki        | 1:06"00'8 | 102,88 mph |
| 8   | Rob Vine         | Yamaha        | 1:06"02'2 | 102,84 mph |
| 9   | Kevin Hughes     | Suzuki        | 1:06"14'0 | 102,53 mph |
| 10  | Steve Hislop     | Yamaha        | 1:06"18'6 | 102,41 mph |
| 11  | Klaus Klein      | Suzuki        | 1:06"22'4 | 102,32 mph |
| 12  | Andy Cooper      | Suzuki        | 1:06"32'2 | 102,07 mph |
| 13  | Trevor Nation    | Oxford-Suzuki | 1:06"45'0 | 101,74 mph |
| 14  | Eddie Roberts    | Suzuki        | 1:07"07'2 | 101,18 mph |
| 15  | Gary Radcliffe   | Yamaha        | 1:07"07'6 | 101,17 mph |
| 16  | Ian Ogden        | Suzuki        | 1:07"24'0 | 100,76 mph |
| 17  | Kenny Harrison   | Yamaha        | 1:07"44'6 | 100,25 mph |
| 18  | Steve Cull       | Heron-Suzuki  | 1:08"24'0 | 99,28 mph  |
| 19  | Chris Faulkner   | Suzuki        | 1:08"27'2 | 99,21 mph  |
| 20  | Alan Batson      | Suzuki        | 1:08"29'6 | 99,15 mph  |
| 21  | Ray Knight       | Suzuki        | 1:09"00'8 | 98,40 mph  |
| 22  | Joey Dunlop      | Honda         | 1:09"01'8 | 98,38 mph  |
| 24  | Neil Tuxworth    | Yamaha        | 1:09"02'8 | 98,36 mph  |
| 28  | Alan Jackson jr. | Suzuki        | 1:09"47'4 | 97,31 mph  |
| 31  | Ray Swann        | Yamaha        | 1:10"45'8 | 95,97 mph  |

##### Niet gefinisht
| Coureur         | Merk   | Oorzaak |
| --------------- | ------ | ------- |
| Mark Salle      | Suzuki |         |
| Andy McGladdery | Suzuki |         |

#### Production 100-250cc-klasse
Standaardmotoren tot 250 cc, 3 ronden, 249,71 km.

##### Uitslag Production 100-250cc-klasse
| Pos | Coureur           | Merk                | Tijd      | Snelheid  |
| --- | ----------------- | ------------------- | --------- | --------- |
| 1   | Matt Oxley        | Padgett-Honda       | 1:11"36'4 | 94,84 mph |
| 2   | Graham Cannell    | Yamaha              | 1:11"46'8 | 94,61 mph |
| 3   | Gary Padgett      | Padgett-Honda       | 1:11"58'2 | 94,36 mph |
| 4   | Michael McGarrity | Honda               | 1:12"00'4 | 94,31 mph |
| 5   | P. Nicholls       | Bill Head-Honda     | 1:12"30'4 | 93,66 mph |
| 6   | Robert Dunlop     | Honda               | 1:12"43'2 | 93,39 mph |
| 7   | Peter Bateson     | Honda               | 1:12"58'0 | 93,07 mph |
| 8   | Gerard Brennan    | Honda               | 1:13"08'6 | 92,85 mph |
| 9   | Sean Collister    | Padgett--Kawasaki   | 1:13"58'4 | 91,80 mph |
| 10  | Chris Fargher     | Suzuki              | 1:13"59'2 | 91,79 mph |
| 11  | Jim Hodson        | Suzuki              | 1:14"33'0 | 91,09 mph |
| 12  | Kenny Shepherd    | Suzuki              | 1:15"06'6 | 90,41 mph |
| 13  | Kevin de Cruz     | Suzuki              | 1:15"28'6 | 89,98 mph |
| 14  | Phil Armes        | Honda               | 1:15"30'6 | 89,64 mph |
| 15  | Mark Robinson     | Suzuki              | 1:16"17'4 | 89,02 mph |
| 16  | Peter Beale       | Yamaha              | 1:17"09'0 | 88,02 mph |
| 17  | John Smyth        | Road & Track-Suzuki | 1:17"11'0 | 87,99 mph |
| 18  | Ian Lougher       | Suzuki              | 1:17"33'2 | 87,57 mph |
| 19  | Alan Dugdale      | Suzuki              | 1:17"48'8 | 87,27 mph |
| 20  | David Eaves       | Suzuki              | 1:17"58'8 | 87,09 mph |

## Trivia

### Schipbreuk
Samen met enkele andere rijders reisde Joey Dunlop met de omgebouwde trawler van een vriend van Noord-Ierland naar het eiland Man. Het schip begon water te maken en de negen opvarenden moesten in de reddingssloep plaatsnemen om door de Ierse kustwacht te worden opgepikt. Joey's peperdure Honda RVF 750-fabrieksracer was niet aan boord, want die werd door Honda Britain netjes met de Isle of Man Steam Packet Company overgebracht, maar er waren toch zeven racemachines met een totale waarde van omgerekend ca. 230.000 Euro aan boord. Die werden geborgen maar de Yamaha FZ 750 waarmee Sam McClements derde werd in de Formula One TT vertoonde duidelijke sporen van door zout aangevreten magnesiumdelen. Dunlop nam uiteindelijk het vliegtuig naar Ronaldsway Airport bij Castletown.

### Dure motorfiets
Toen het bedrag bekend was van de waarde van de zeven motorfietsen die buiten de haven van Portaferry gezonken waren, bleek ook hoe duur de Honda RVF 750 van Joey Dunlop was. Die werd geschat op (omgerekend) 450.000 Euro, het dubbele bedrag van de zeven andere machines samen. 

### Pechvogel
Het zat Brian Reid in 1985 niet mee. In de Junior TT viel zijn EMC met de overwinning in zicht stil bij Hillberry Corner en in de Formula Two TT viel hij uit nadat hij al in de eerste ronde (met staande start) het ronderecord had verbeterd.
1907 · 1908 · 1909 · 1910 · 1911 · 1912 · 1913 · 1914 · Eerste Wereldoorlog · 1920 · 1921 · 1922 · 1923 · 1924 · 1925 · 1926 · 1927 · 1928 · 1929 · 1930 · 1931 · 1932 · 1933 · 1934 · 1935 · 1936 · 1937 · 1938 · 1939 · Tweede Wereldoorlog · 1947 · 1948 · 1949 · 1950 ·1951 · 1952 · 1953 · 1954 · 1955 · 1956 · 1957 · 1958 · 1959 · 1960 · 1961 · 1962 · 1963 · 1964 · 1965 · 1966 · 1967 · 1968 · 1969 · 1970 · 1971 · 1972 · 1973 · 1974 · 1975 · 1976 · 1977 · 1978 · 1979 · 1980 · 1981 · 1982 · 1983 · 1984 · 1985 · 1986 · 1987 · 1988 · 1989 · 1990 · 1991 · 1992 · 1993 · 1994 · 1995 · 1996 · 1997 · 1998 · 1999 · 2000 · 2002 · 2003 · 2004 · 2005 · 2006 · 2007 · 2008 · 2009 · 2010 · 2011 · 2012 · 2013 · 2014